# Graaf Henri de Merodemonument

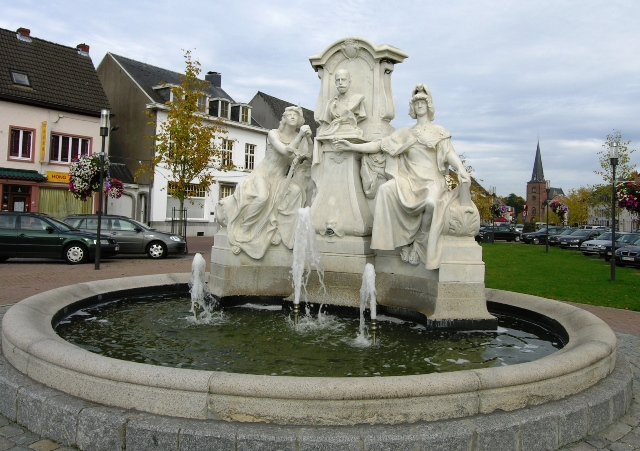
Graaf Henri de Merodemonument

Het Graaf Henri de Merodemonument is een monument in de Antwerpse plaats Westerlo, gelegen aan de Grote Markt.
Het monument werd opgericht in 1913, vijf jaar na het overlijden van Henri de Merode, die onder meer burgemeester en minister was.
Het in wit marmer uitgevoerde monument werd ontworpen door Joseph Diongre en vervaardigd door Jacques De Lalaing. Centraal staat een zuil met de buste van de Merode, en deze wordt geflankeerd door twee vrouwelijke figuren die respectievelijk het geloof en de wijsheid verzinnebeelden.
Het geheel staat in een rond bekken waarin zich een fontein bevindt.